# Violeta se fue a los cielos
Violeta se fue a los cielos és una pel·lícula del director Andrés Wood estrenada l'11 d'agost de 2011. Filmada en Xile, França i Argentina, la pel·lícula narra la vida de la cantautora xilena Violeta Parra. El guió va estar a càrrec de Andrés Wood, Eliseo Altunaga, Guillermo Calderón i Rodrigo Bazaes, amb la col·laboració de Ángel Parra, fill de Violeta Parra i també músic de la Nova Cançó Xilena.
L'estrena va comptar amb la presència de sis mil espectadors, presentada a 21 sales al llarg del país. Va ser triada pel Consejo Nacional de la Cultura y las Artes com a representant nacional per a les nominacions a Millor Pel·lícula Estrangera dels premis Óscar dels Estats Units, Ariel de Mèxic i Goya d'Espanya 2012. El dimarts 10 de gener de 2012 va ser anunciada com una de les 4 nominades en la categoria de Millor Pel·lícula Iberoamericana en els Premis Goya. A més va ser guanyadora del Gran Premi Internacional del Jurat en el Festival de Sundance 2012.

## Argument

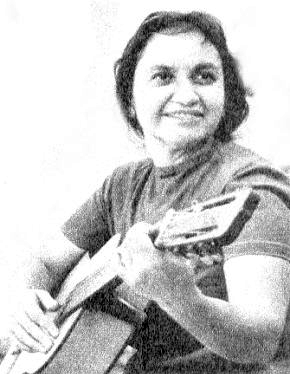
Violeta Parra.

La pel·lícula, que està basada en la biografia escrita per Ángel Parra, no segueix una línia cronològica directa, i se situa en diferents escenaris de l'època de Violeta Parra. Es mostra a la infantesa de Violeta en alguna part de Ñuble, els viatges que Violeta va realitzar a l'interior del camp xilè, a la recerca de cançons populars xilenes per a evitar que es perdessin, un viatge a un camp miner del sud de Xile amb una companyia de circ, on cantava al costat de la seva germana Hilda, el viatge de Violeta a la Polònia comunista, el seu sojorn a França i l'exposició dels seus treballs visuals al Museu del Louvre, el seu retorn a Xile i la construcció de la carpa de la Reina, i tota la pel·lícula entrellaçada per fragments d'una entrevista televisada que Violeta va realitzar a l'Argentina l'any 1962.
La vida amorosa de l'artista també és un tema fonamental al llarg de la història, però només està enfocada al romanç que va mantenir amb el suís Gilbert Favre, remetent a les seves altres parelles a un rol secundari. Referent als seus fills, en el primer lapse de la pel·lícula el seu fill Ángel té un rol marcat, per a després l'atenció ser presa per la seva filla Carmen Luisa.

## Repartiment
- Francisca Gavilán, com Violeta Parra.[5]
- Cristián Quevedo, com Nicanor Parra (Pare).
- Patricio Ossa, com Ángel Parra (Nen).
- Jorge López Astorga, com Ángel Parra (Jove).
- Thomas Durand, com Gilbert Favre.
- Stephania Barbagelata, com Carmen Luisa Arce.
- Roberto Farías, com Luis Arce.
- Gabriela Aguilera, com Hilda Parra.
- Marcial Tagle, com Fernando Castillo Velasco (Alcalde).
- Luis Machín, com Periodista entrevistador.
- Francisca Durán, com Violeta Parra (Petita).
- Giselle Morales, com Violeta Parra (Nena).
- Roxana Naranjo, com Clarisa Sandoval.
- Sonia Vidal, com Senyora Lastenia.
- Ana Fuentes, com Rosa Lorca.
- Juan Quezada, com Don Guillermo.
- Sergio Piña, com a Marío Céspedes.
- Pablo Costabal, com Director de la Radio.
- Juan Alfaro, com Guitarrista.
- Pedro Salinas com Don Gabriel Soto.
- Daniel Antivilo, com Senyor Meyer.
- Eduardo Burlé, com Anfitrió.

## Banda sonora

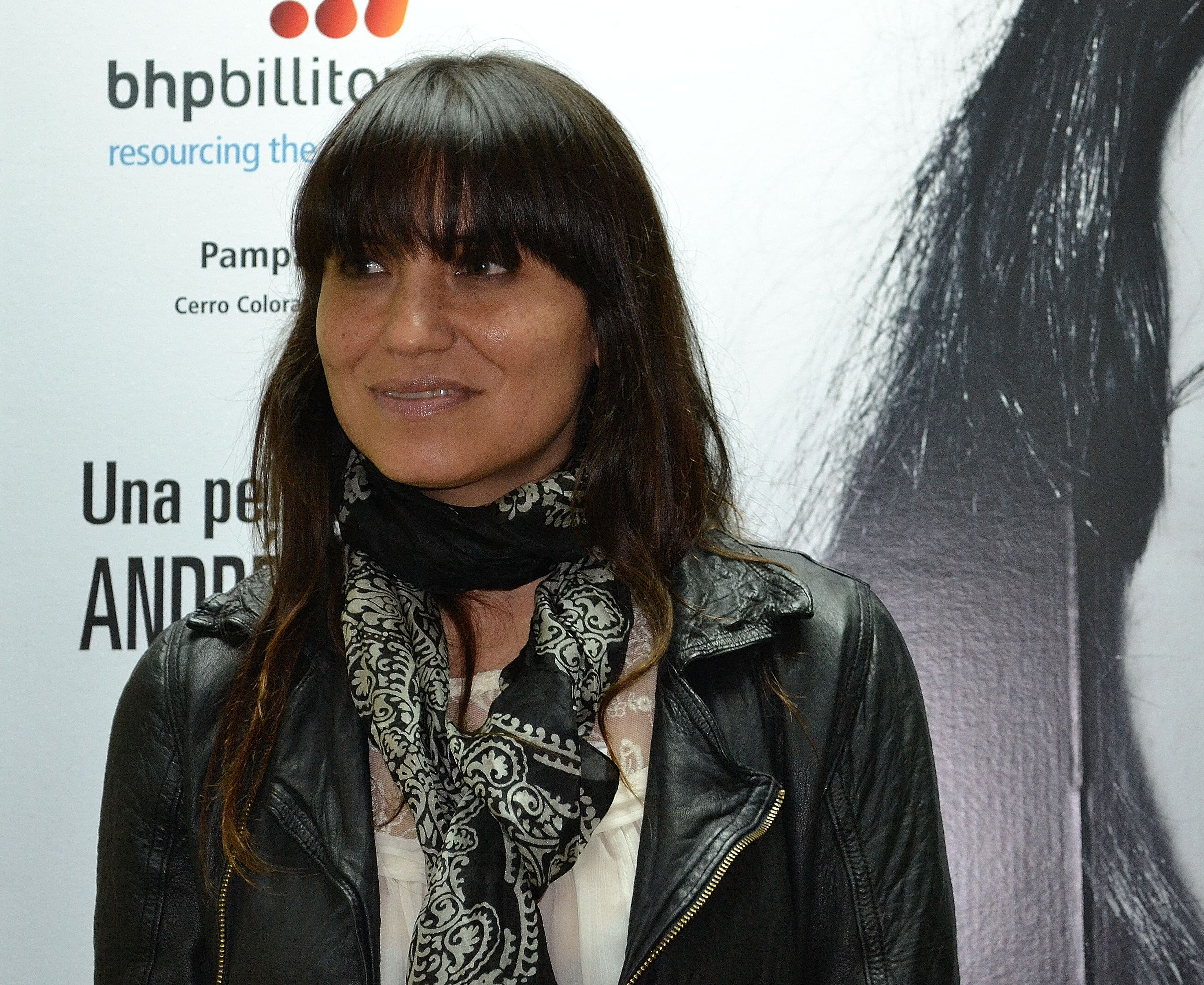
Francisca Gavilán, protagonista de la pel·lícula que interpreta a Violeta.

Francisca Gavilán va interpretar ella mateixa tots els temes que originalment són cantats per Violeta Parra. També la pel·lícula mostra temes interpretats en conjunt amb la seva germana Hilda, i per la filla d'aquesta, Carmen Luisa. També s'inclou un tema interpretat per un pagès. Previ a l'estrena de la pel·lícula, el 28 de juliol de 2011, la banda sonora completa va ser publicada en SoundCloud. Alguns temes que van aparèixer en la pel·lícula no van ser inclosos en la banda sonora, com el son «El cardenal», «Gracias a la vida» y «La jardinera».
1. «¿Qué edad tiene?»
2. «Gavilán» (Instrumental)
3. «Parabienes»
4. «Qué pena siente el alma»
5. «El Palomo»
6. «Arriba quemando el sol»
7. «¿Usted es comunista?»
8. «Dejo botá mi nación»
9. «Jardines humanos»
10. «Canción del angelito»
11. «Rin del angelito»
12. «¿Qué pasa si nos encontramos?»
13. «El joven Sergio»
14. «Volver a los 17»
15. «Eso no se avisa»
16. «Run run se fue pa'l norte»
17. «Te fuiste chinito»
18. «Maldigo del alto cielo»
19. «La creación»
20. «El gavilán»
21. «La vida es más grande»
22. «Violeta se fue a los cielos»

## Estrena
La pel·lícula va ser estrenada a Xile l'11 d'agost de 2011 a 21 sales de cinema. En el seu primer dia va tenir aproximadament sis mil espectadors. La cinta va ser vista per 391.465 espectadors en 2011, convertint-se en la pel·lícula xilena més vista d'aquell any.
La pel·lícula no va tenir la confiança dels exhibidors durant la seva estrena, que només van assignar 17 sales per a la seva exhibició, i no van cobrir les principals ciutats del país; no obstant això l'èxit de la pel·lícula en quantitat de públic els va obligar a augmentar la quantitat de còpies, fet que va ser destacat per la premsa.

### Crítica cinematogràfica
La pel·lícula va obtenir una bona resposta per part de la crítica cinematogràfica. Daniel Villalobos del diari La Tercera va destacar la forma en què Violeta Parra és representada en la cinta, i va sostenir que «aquesta bé pot ser la pel·lícula més vistosa i àgil que hagi estrenat el seu director». René Naranjo, per part seva, es va centrar en l'actuació de Francisca Gavilán, referint-se a la seva interpretació com a «excel·lent i emotiva, una Violeta plena de matisos que dona unitat al conjunt i aportació llums sobre una personalitat de marcats contrastos». Ana Josefa Silva de La Segunda va escriure que «el que queda al final és una història pletòrica de veritat, de passió, d'alegries i dolors profunds. Intensament vital i colpidora».
La pel·lícula va ser presentada també a Tolosa de Llenguadoc durant el festival de cinema llatinoamericà francès, guanyant el premi atorgat pel públic com a millor pel·lícula.

## Premis
Sundance Film Festival
| Any  | Categoria                                                                     | Receptor                    | Resultat   |
| ---- | ----------------------------------------------------------------------------- | --------------------------- | ---------- |
| 2012 | Winner World Cinema Dramatic Competition / Gran Premi Internacional del Jurat | Violeta se fue a los cielos | Guanyadora |

Premis Pedro Sienna
| Any  | Categoria                                 | Receptor                                                          | Resultat   |
| ---- | ----------------------------------------- | ----------------------------------------------------------------- | ---------- |
| 2011 | Millor Llargmetratge de Ficció            | Violeta se fue a los cielos                                       | Guanyadora |
| 2011 | Millor Direcció                           | Andrés Wood                                                       | Nominat    |
| 2011 | Millor Guió                               | Andrés Wood, Eliseo Altunaga, Guillermo Calderón y Rodrigo Basáez | Nominats   |
| 2011 | Millor Direcció d'Arte                    | Rodrigo Bazáes                                                    | Guanyador  |
| 2011 | Millor Interpretació Protagònica Femenina | Francisca Gavilán                                                 | Guanyadora |
| 2011 | Millor Interpretació Secundària Masculina | Patricio Ossa                                                     | Nominat    |
| 2011 | Millor Disseny de Vestuari                | Pamela Chamorro                                                   | Guanyadora |
| 2011 | Millor Maquillatge                        | Guadalupe Correa                                                  | Nominada   |

Festival de Cinema Iberoamericà de Huelva
| Any  | Categoria                           | Receptor          | Resultat   |
| ---- | ----------------------------------- | ----------------- | ---------- |
| 2011 | Colón de Plata a la Millor Direcció | Andrés Wood       | Guanyador  |
| 2011 | Colón de Plata a la Millor Actriu   | Francisca Gavilán | Guanyadora |

Círculo de Críticos de Arte de Xile
- Millor Película-Nacional Ficció

Premis Goya
| Any  | Categoria                      | Receptor                    | Resultat |
| ---- | ------------------------------ | --------------------------- | -------- |
| 2012 | Millor Película Iberoamericana | Violeta se fue a los cielos | Nominada |

Premis Ariel 2012
| Any  | Categoria                        | Receptor                    | Resultat |
| ---- | -------------------------------- | --------------------------- | -------- |
| 2012 | Millor Pel·lícula Iberoamericana | Violeta se fue a los cielos | Nominada |

Premis Oscar de 2012
- Representant de Xile en la categoria de Millor Pel·lícula en Llengua Estrangera

Premis Altazor
| Any  | Categoria                | Receptor                                                          | Resultat   |
| ---- | ------------------------ | ----------------------------------------------------------------- | ---------- |
| 2012 | Millor Direcció - Ficció | Andrés Wood                                                       | Guanyador  |
| 2012 | Millor Guió - Cinema     | Eliseo Altunaga, Guillermo Calderón, Rodrigo Bazaes i Andrés Wood | Guanyadors |
| 2012 | Millor Actriu - Cinema   | Francisca Gavilán                                                 | Guanyadora |

Festival Unasur Cinema
| Any  | Categoria                            | Receptor                    | Resultat   |
| ---- | ------------------------------------ | --------------------------- | ---------- |
| 2012 | Millor Actriu                        | Francisca Gavilán           | Guanyadora |
| 2012 | Millor caracterització i maquillatge | Violeta se fue a los cielos | Guanyadora |

Premi Glauber Rocha
- Atorgat per la premsa estrangera al Festival Internacional del Nou Cinema Llatinoamericà de l'Havana, Cuba